# Bea Miller
Beatrice Annika Miller, detta Bea (Brooklyn, 7 febbraio 1999), è una cantautrice e attrice statunitense.
Si è classificata nona nella seconda edizione di X Factor USA. In un primo momento ha pubblicato musica tramite la Hollywood Records ma a partire dal 2019 pubblica attraverso una casa discografica indipendente che lei stessa ha fondato, la Olliebear, affiliata a Create Music Group.

## Carriera
L'11 aprile 2013, dopo essersi classificata nona nella seconda edizione di X Factor USA, Bea ha firmato ufficialmente con la Syco Music e la Hollywood Records, creando così la prima collaborazione tra le due case discografiche.

### Young Blood EP, Demi World Tour
Il suo primo lavoro discografico è l'EP Young Blood che è entrato nella Billboard 200, alla posizione #64. Il singolo di debutto, contenente nell'omonimo EP, Young Blood, ha superato le 10 milioni di visualizzazioni sulla piattaforma Vevo e sempre nel 2014, ha aperto alcune date del Demi World Tour, il secondo tour promozionale dell'album della Lovato.

### 2015-16:Not an Apology, The Reflection Tour, Teen Choice Awards
Nella primavera del 2015 riceve il suo primo riconoscimento, il premio That's My Jam ai Radio Disney Music Awards.
Rilascia il 20 aprile 2015 il lead single del suo primo album, Fire n Gold. Il singolo raggiunge la 78ª posizione della Billboard Hot 100 e ottiene la certificazione d'oro negli Stati Uniti per le cinquecentomila copie vendute.
Il suo album di debutto, Not an Apology, è stato pubblicato il 24 luglio 2015. L'album debutta alla settima posizione della Billboard 200. Il brano include anche una canzone scritta da Demi Lovato e intitolata We're Taking Over.
Partecipa ai Teen Choice Awards 2015, dove vince il suo primo TCA nella categoria Choice Next Big Thing e presenta la categoria Choice Tv Show: Drama insieme allo Youtuber Tyler Oakley, nella quale premia il cast di Pretty Little Liars.
Il 20 maggio esce il suo nuovo singolo Yes Girl, e in seguito apre il Revival Tour di Selena Gomez in compagnia dei DNCE e canta ad una delle tappe del Future Now Tour di Demi Lovato e Nick Jonas.

### 2017-18:Aurora
Il 24 febbraio, ha rilasciato l'EP Chapter One: Blue, la prima delle tre anticipazioni del secondo album in studio della Miller. Anticipato dal singolo Song like You, Chapter One: Blue contiene, oltre a quest'ultimo, altri due brani inediti, Burning Bridges, e I Can't Breathe. Questo sarà poi seguito da altri due extended play, Chapter Two: Red e Chapter Three: Yellow, anch'essi con un totale di tre canzoni ciascuno; Chapter Two: Red viene pubblicato il 2 giugno 2017 con le canzoni e il singolo ad accompagnarne l'uscita è Buy Me Diamonds, invece Chapter Three: Yellow viene distribuito in tutto il mondo a partire dal 6 ottobre dello stesso anno.
All'inizio di febbraio 2018 annuncia l'uscita del secondo album in studio, intitolato Aurora e pubblicato a livello globale il 23 febbraio dello stesso anno. L'album contiene tutte le canzoni dei precedenti tre extended play, insieme a cinque nuove tracce, per un totale di quattordici brani, di cui tredici sono stati co-scritti anche dalla Miller stessa.
A marzo 2018 partecipa ad un singolo collaborativo con il duo di disc jockey NOTD, I Wanna Know, che diventa una hit sul servizio di riproduzione musicale svedese Spotify, dove ha accumulato, in data 19 agosto 2018, oltre cento milioni di stream, e entra in classifica in svariati paesi tra cui l'Australia, la Svezia, la Norvegia, il Regno Unito e gli Stati Uniti.

### 2019-presente: nuova casa discografica
Nel 2019 Miller ha collaborato col rapper 6lack per il singolo It's Not U It's Me, per poi pubblicare il brano da solista Say Something. Seguono la collaborazione con Jessie Reyes in Feels Like Home e con i produttori Snakehips in Never Gonna Like You. In seguito a queste pubblicazioni, Bea Miller interrompe i rapporti lavorativi con la Hollywood Records e fonda la sua stessa casa discografica, la Olliebear, diventando di fatto un artista indipendente. Il primo brano pubblicato in questa modalità è That Bitch, sempre nel 2019.
Il 9 ottobre 2020 pubblica il singolo Wisdow Teeth e annuncia l'EP Elated!, pubblicato il successivo 23 ottobre.

## Discografia

### Album in studio
- 2015 – Not an Apology
- 2018 – Aurora

### EP
- 2014 – Young Blood
- 2017 – Chapter One: Blue
- 2017 – Chapter Two: Red
- 2017 – Chapter Three: Yellow
- 2020 – Elated!

### Singoli
- 2014 – Open Your Eyes
- 2014 – Young Blood
- 2015 – Fire n Gold
- 2016 – Yes Girl
- 2017 – Song like You
- 2017 – Buy Me Diamonds
- 2017 – S.L.U.T.
- 2018 – I Wanna Know (con NOTD)
- 2019 – It's Not U It's Me (con 6lack)
- 2019 – Feel Something
- 2019 – Feels like Home (feat. Jessie Reyez)
- 2019 – Never Gonna Like You (feat. Snakehips)
- 2019 – That Bitch
- 2020 – Wisdom Teeth
- 2021 – Playground
- 2023 – Lonely Bitch

## Filmografia
- Yes, Virginia, regia di Pete Circuitt (2008) - voce
- I Love Shopping (Confessions of a Shopaholic), regia di P.J. Hogan (2009)
- L'era glaciale 3 - L'alba dei dinosauri (Ice Age: Dawn of Dinosaurs), regia di Carlos Saldanha (2009) - voce
- Toy Story 3 - La grande fuga (Toy Story 3), regia di Lee Unkrich (2010) - voce
- Too Big to Fail - Il crollo dei giganti (Too Big to Fail), regia di Peter Gould (2011)
- Unforgettable - serie TV (2012)
- The X Factor - programma televisivo (2012) - concorrente
- Officer Down - Un passato sepolto (Officer Down), regia di Brian Miller (2013)
- Mary e Martha (Mary and Martha), regia di Phillip Noyce (2013)
- Tutto ciò che voglio (Please Stand By), regia di Ben Lewin (2017)

## Tournée

### Artista principale
- Nice To Meet U Tour (2019)
- Sunsets in Outerspace Tour (2019)

### Artista d'apertura
- Demi Lovato – Demi World Tour (2014)
- Fifth Harmony – Reflection: The Summer Tour (2015)
- Selena Gomez – Revival Tour (2016)